# Aglaia soepadmoi
Aglaia soepadmoi är en tvåhjärtbladig växtart som beskrevs av Pannell. Aglaia soepadmoi ingår i släktet Aglaia och familjen Meliaceae. Inga underarter finns listade i Catalogue of Life.